# Corydalis anthocrene
Corydalis anthocrene är en vallmoväxtart som beskrevs av Lidén och J. Van de Veire. Corydalis anthocrene ingår i släktet nunneörter, och familjen vallmoväxter. Inga underarter finns listade i Catalogue of Life.